# Metro w Wuhanie

Wnętrze pociągu na linii nr 11

Metro w Wuhanie – system kolei podziemnej w Wuhanie, otwarty w 2004 roku. Na koniec 2019 roku 9 linii metra miało łączną długość około 339 km, dziennie zaś korzystało z nich średnio 3,35 mln pasażerów.

## Historia

### Początki
Uroczyste otwarcie pierwszej linii metra w Wuhanie, liczącej początkowo 10 stacji, odbyło się 28 lipca 2004 roku. Była to pierwsza oddana do użytku linia metra w centralnych Chinach. W połowie 2010 roku wydłużono linię nr 1 o kolejne 15 stacji. 28 grudnia 2012 roku otwarto 2 linię metra, obejmującą 21 stacji, której część trasy biegła pod rzeką Jangcy, co znacznie odciążyło ruch przez mosty, gdyż pociąg potrzebował jedynie około 3 minut na przejazd pomiędzy stacjami na obu brzegach rzeki. W grudniu 2013 oddano do użytku pierwsze 15 stacji linii nr 4, zaś pod koniec 2014 roku zakończono drugą fazę budowy obejmująca 13 stacji wraz z kolejnym tunelem pod rzeką Jangcy. Wszystkie 24 stacje linii nr 3 otwarto w grudniu 2015 roku wraz z tunelem pod rzeką Han Shui, najdłuższym dopływem rzeki Jangcy. Na koniec 2015 roku system metra w Wuhanie miał łączną długość tras około 129 km.

### Dalszy rozwój
Od 2016 roku do końca 2019 roku system metra w Wuhanie wydłużył się dodatkowo o prawie 210 km osiągając łączną długość 339 km. 28 grudnia 2016 roku wydłużono linię nr 2 do Portu lotniczego Wuhan-Tianhe oraz uruchomiono linię nr 6 wraz z kolejnym tunelem pod rzeką Han Shui. W 2017 roku oddano do użytku linię nr 8 z trzecim tunelem pod rzeką Jangcy oraz w pełni automatyczną linię nr 21 (zwaną też Yangluo). Pod koniec 2017 roku rozpoczęto prace nad linią nr 12 – pierwszą pętlą w systemie, mającą liczyć około 60 km długości. W połowie 2018 roku uruchomiono linię nr 11 oraz nr 7, której trasa przebiega pod rzeką Jangcy przez, pierwszy na świecie, tunel drogowo-kolejowy wybudowany metodą tarczową. Do końca 2019 roku przedłużono linie 2, 4 i 8. Ponadto w trakcie budowy jest w pełni automatyczna linia nr 5. Długoterminowe plany budowy metra przewidują łączną długość systemu na ponad 800 km.

Rozwój metra w Wuhanie od 2005 roku

## Linie

Mapa metra (zawiera budowany środkowy odcinek linii nr 8, który ma zostać oddany pod koniec 2020 roku)

W lutym 2020 roku metro w Wuhanie liczyło 9 linii, ponadto trwały prace nad budową kolejnych nowych linii oznaczonych numerami 5 i 12.

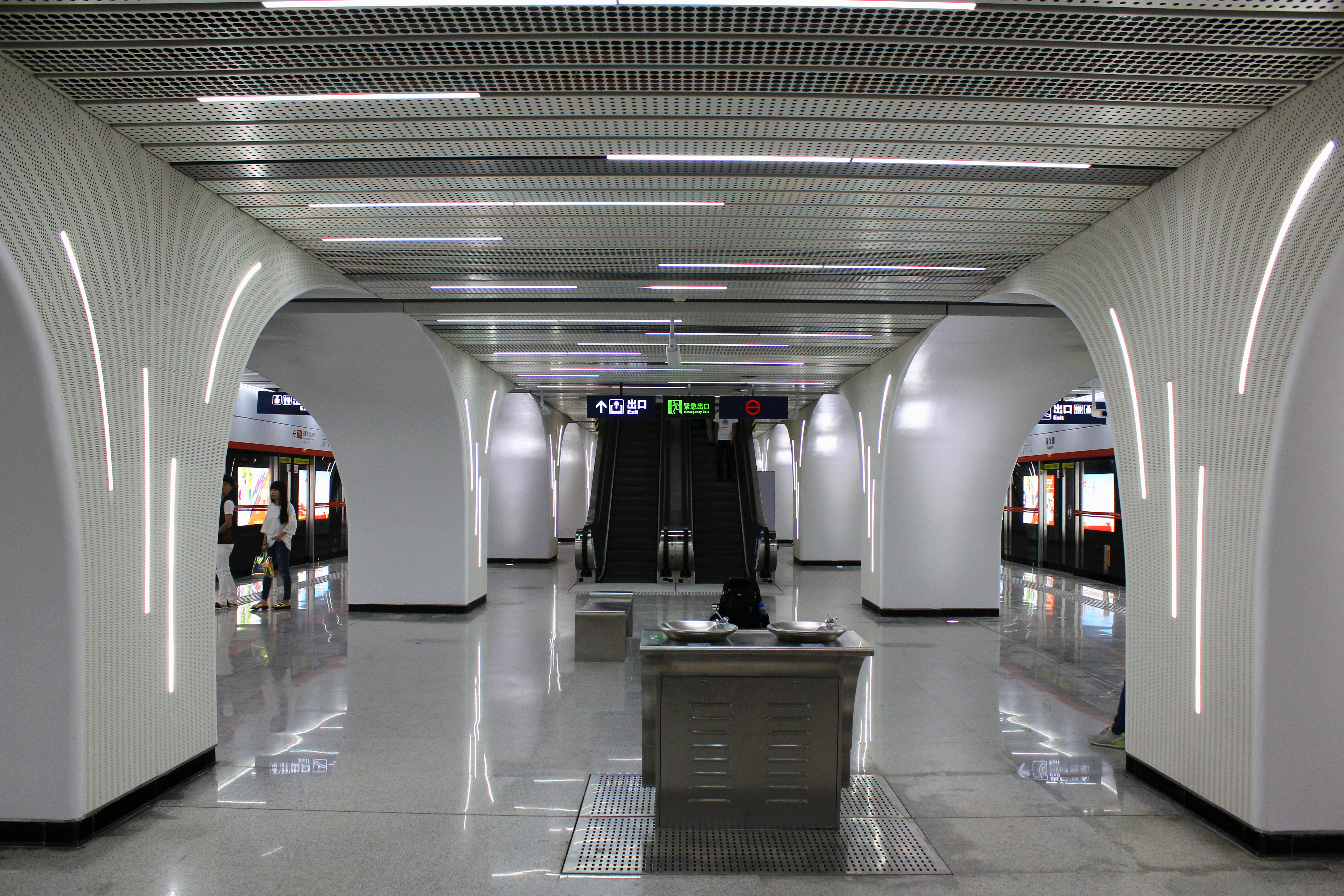
Stacja Xujiapeng

| Linia   | Stacje końcowe (dzielnice)    | Stacje końcowe (dzielnice)           | Data otwarcia | Ostatnia rozbudowa | Długość km | Stacje | Możliwości przesiadki                                                |
| ------- | ----------------------------- | ------------------------------------ | ------------- | ------------------ | ---------- | ------ | -------------------------------------------------------------------- |
| 1       | Jinghe                        | Hankou North                         | 2004          | 2017               | 38         | 32     | 2 3 6 7 8 Yangluo *                                                  |
| 2       | Tianhe International Airport  | Fozuling                             | 2012          | 2019               | 60         | 38     | 1 3 4 6 7 8 11                                                       |
| 3       | Zhuanyang Boulevard           | Hongtu Boulevard                     | 2015          | –                  | 30         | 24     | 1 2 4 6 7 8 Yangluo                                                  |
| 4       | Bailin                        | Wuhan Railway Station                | 2013          | 2019               | 50         | 37     | 2 3 6 7 8                                                            |
| 6       | Jinyinhu Park                 | Dongfeng Motor Corporation           | 2016          | –                  | 36         | 27     | 1 2 3 4 7                                                            |
| 7       | Garden Expo North             | Qinglongshan Ditiexiaozhen           | 2018          | 2018               | 47         | 26     | 1 2 3 4 6 8                                                          |
| 8       | Jintan Road Liyuan**          | Yezhihu** Military Athletes’ Village | 2017          | 2019               | 21         | 15     | 1 2 3 4 7                                                            |
| 11      | Optics Valley Railway Station | Zuoling                              | 2018          | –                  | 19         | 13     | 2                                                                    |
| Yangluo | Houhu Boulevard               | Jintai                               | 2017          | –                  | 35         | 16     | 1 * 3                                                                |
| Razem   | Razem                         | Razem                                | Razem         | Razem              | 336        | 228    | * przesiadka na zewnętrzną stację; ** środkowa część linii w budowie |